# Shlomo Carlebach
Pour les articles homonymes, voir Carlebach.
Shlomo Carlebach (en hébreu : שלמה קרליבך) est un rabbin, auteur-compositeur-interprète américain en plus de sa formation d'enseignant, né le 14 janvier 1925 et décédé le 20 octobre 1994. Il compose plusieurs milliers de nigounim, chansons tristes ou entraînantes, et s'inspira dans la plupart de ses compositions du texte biblique du Tanakh.
En plus de la nouvelle impulsion spirituelle qu'il donna aux milieux juifs des années 1960-70, Carlebach influençe tout le courant hassidique ainsi que ses chanteurs, tels Mordechai ben David ou Avraham Fried, et nombre d'hommages musicaux lui sont encore régulièrement rendus de par le monde.
Après sa mort, les témoignages de nombreuses femmes viennent amender sa réputation.

## Biographie

### Jeunesse et formation

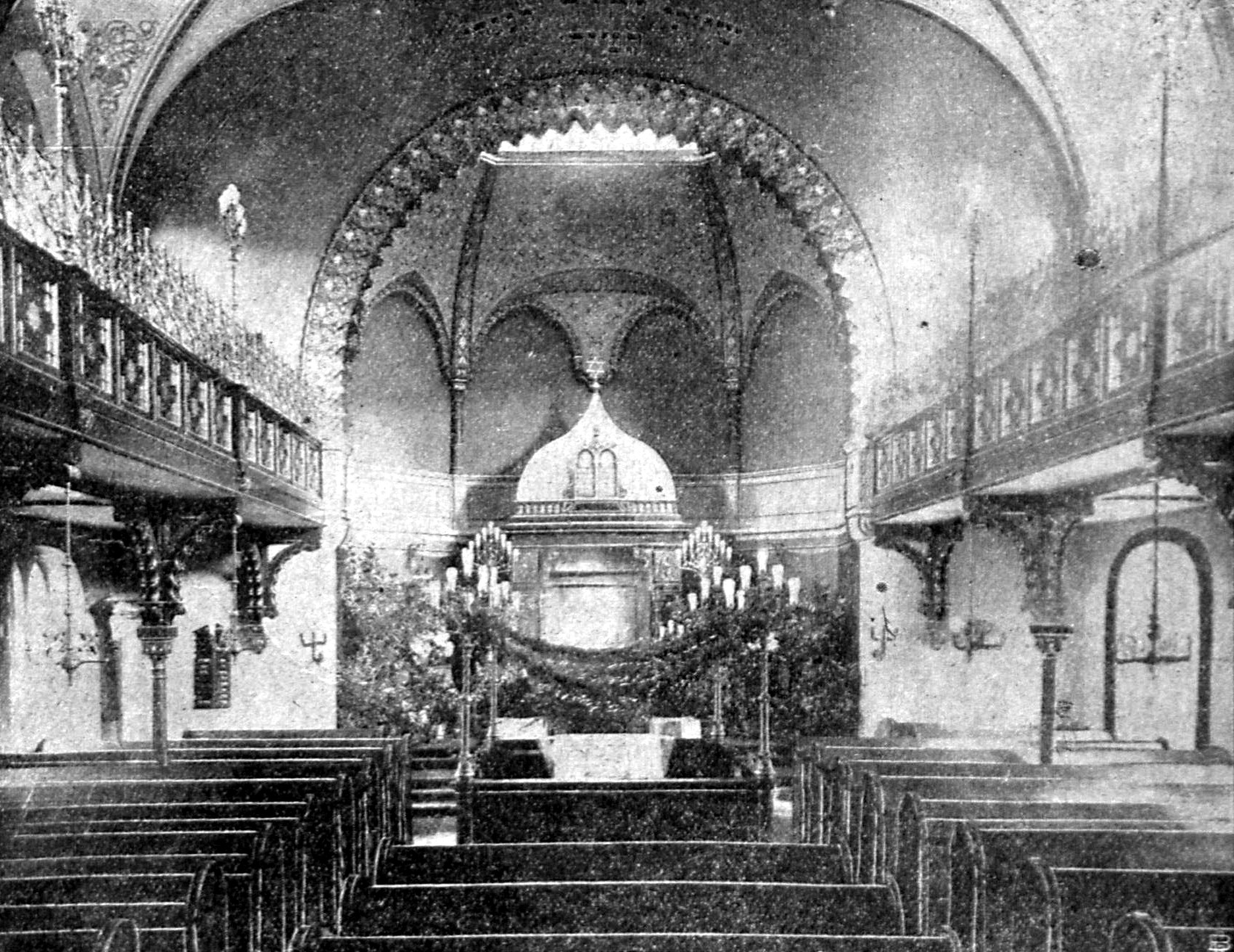
Synagogue de Lübeck (profanée lors du pogrom de 1938), av. 1905

Shlomo Carlebach est le descendant d'une dynastie rabbinique allemande réputée d'avant la Shoah, dont les membres vivent aujourd'hui partout dans le monde. Il naît à Berlin, fils du rabbin orthodoxe Hartwig Naftali Carlebach (1889-1967) et de Paula (Pesse) (1896, Bäle-1980, New York), la fille du rabbin de Bâle en Suisse, Arthur Cohn. Il est d'ailleurs un cousin du producteur de films Arthur Cohn.
Son grand-père dont il porte le prénom est le rabbin Salomon Carlebach (he) (1845-1919) de Lübeck et sa grand-mère, la poétesse (de) Esther Adler Sussmann (de) (1853–1920), elle-même fille de rabbin. Il a un frère jumeau, rabbi (en) Eli Haïm Carlebach (1925-1990) et une sœur, Shulamith Levovitz.

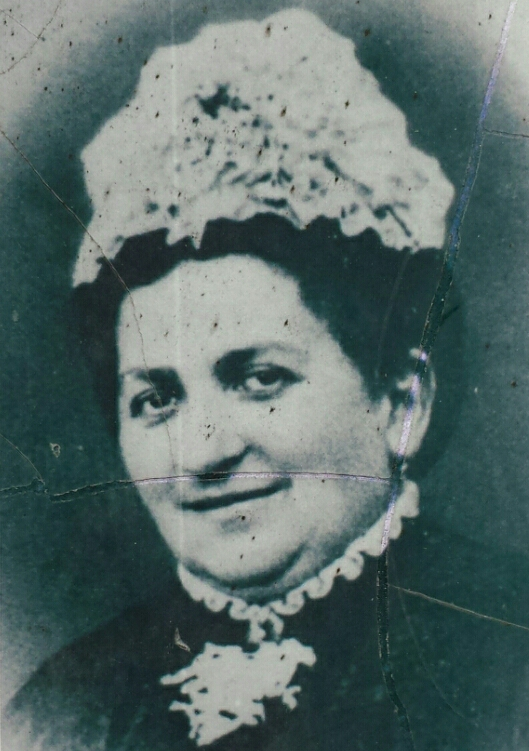
Sa grand-mère, Esther Carlebach née Adler Sussmann
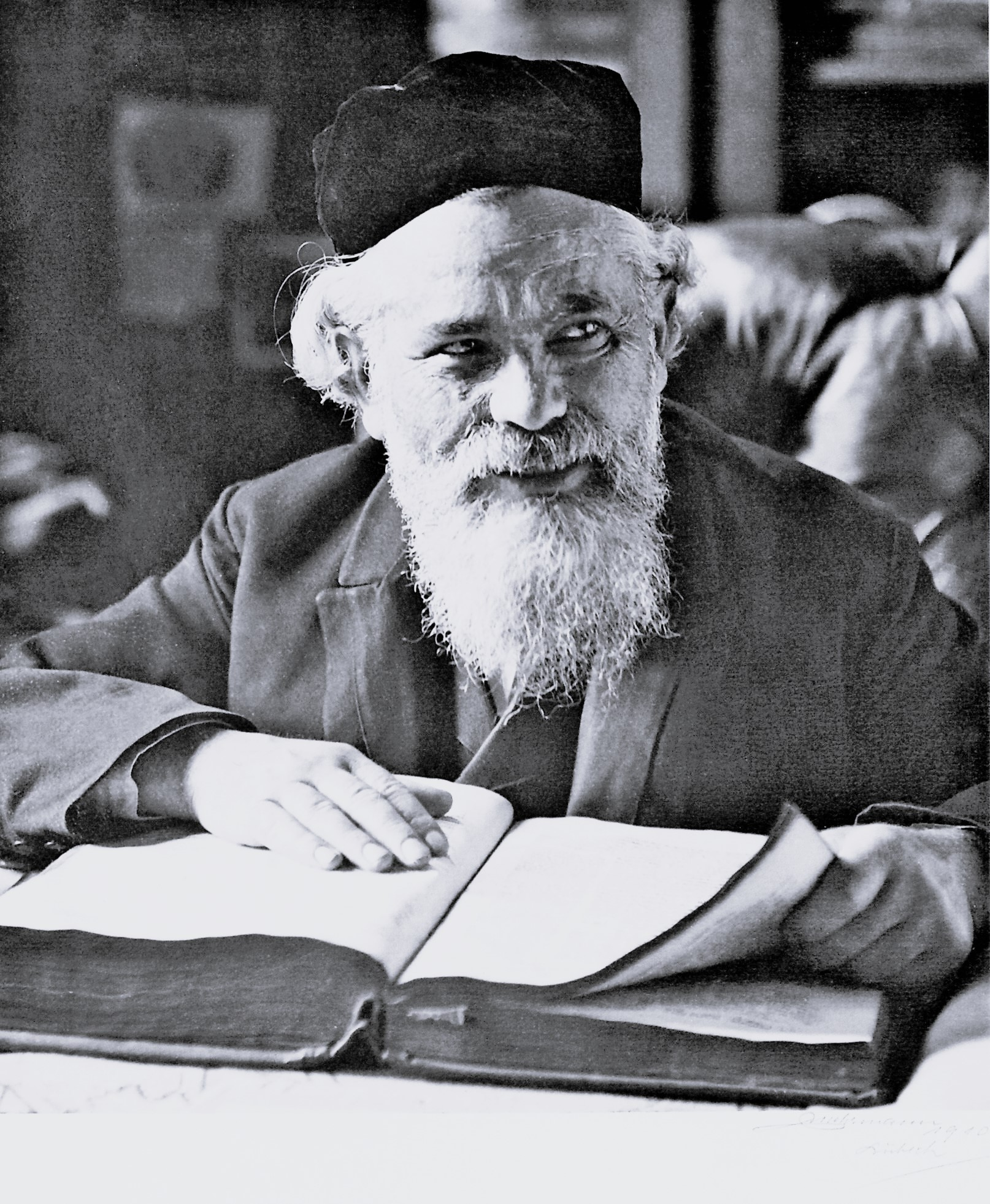
Son grand-père, Salomon (Shlomo) Carlebach
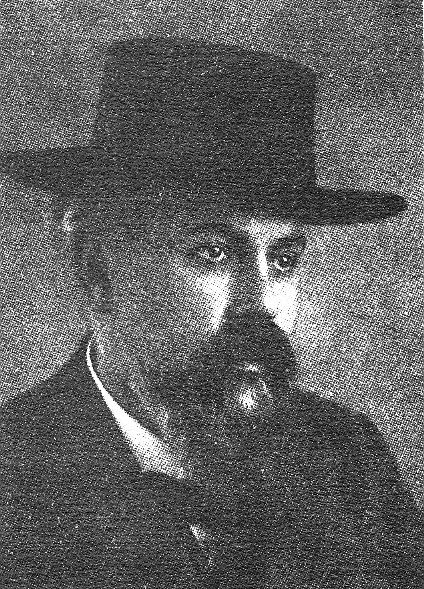
Son oncle, le rabbin (de) Ephraïm Carlebach (1879-1936)
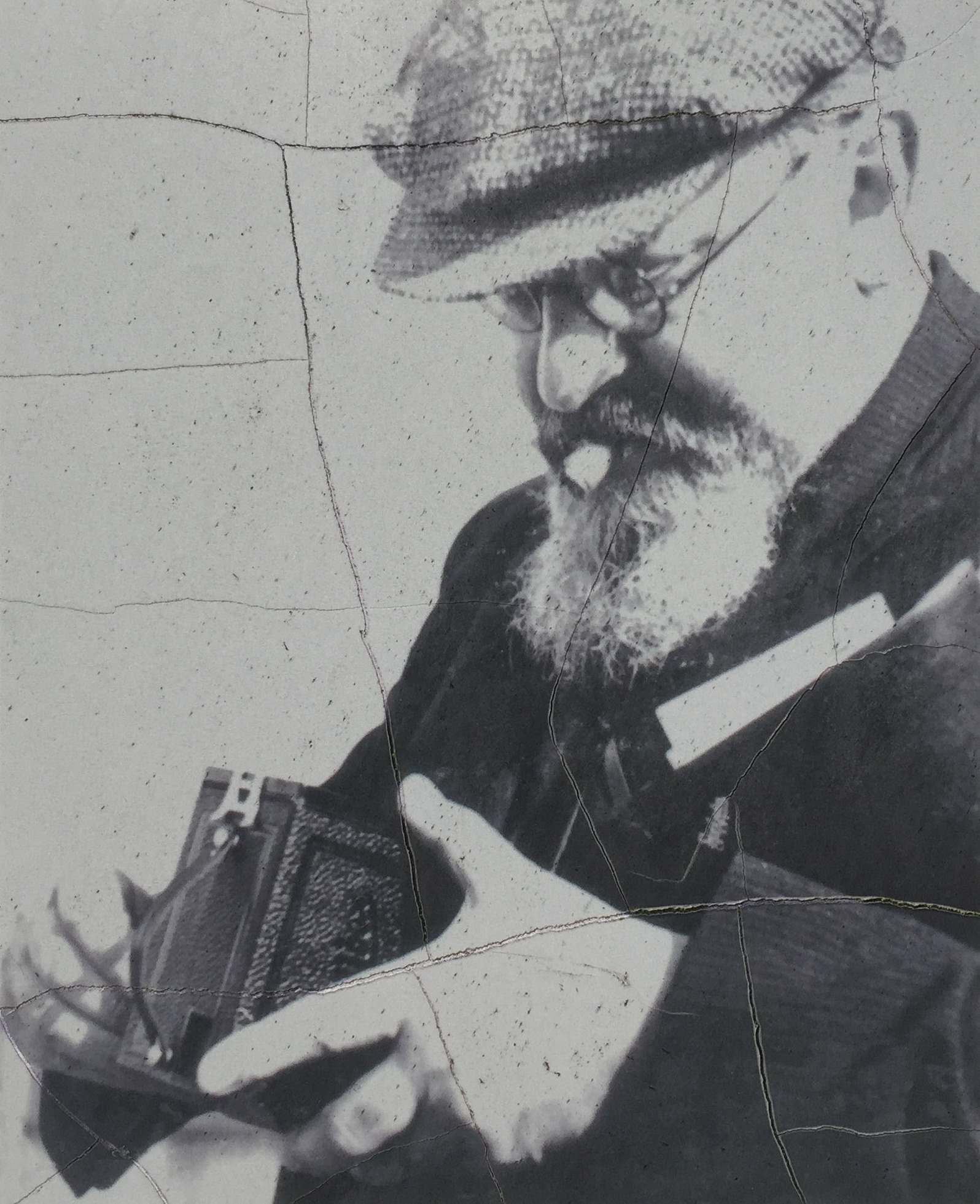
Son oncle, le rabbin et scientifique Joseph Carlebach (1883-1942)

Quand il naît, son père, Rabbi Hartwig Naftali Carlebach, officie depuis 1917 en tant que rabbin orthodoxe à Berlin à la synagogue de Passauerstrasse où il a pris la suite de son père Salomon, rabbin de cette synagogue depuis les années 1870. Devant la montée du nazisme, la famille Carlebach décide de fuir l'Allemagne. En 1931, elle s'installe en Autriche, à Baden, où le père devient rabbin de la communauté puis en 1933, en Suisse avant d'arriver aux États-Unis et de s'installer à New York.
Cependant, au cours de l'année 1938, le jeune Shlomo alors âgé de 13 ans est renvoyé en Europe, à Telšiai en Lituanie, pour y étudier à la yeshiva, l'école talmudique.
Quand en 1939 son père installé à Williamsburg à Brooklyn prend la direction d'une petite synagogue new-yorkaise, Kehilat Yaakov, à l'adresse West 79th Street, Shlomo rentre aux États-Unis via la Grande-Bretagne afin d'aider son père, évitant ainsi le sort réservé aux juifs d'Europe de l'Est pendant la Shoah. Il perd d'ailleurs une grande part de sa famille dans les camps d'extermination, ce qui inspirera beaucoup sa musique.

Pierres d'achoppement (stolpersteine) pour la famille Carlebach
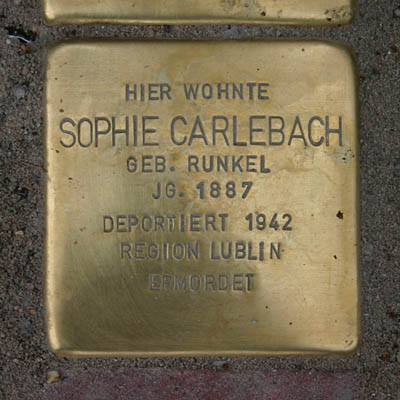
Sophie Carlebach Runzel (1867-1942)
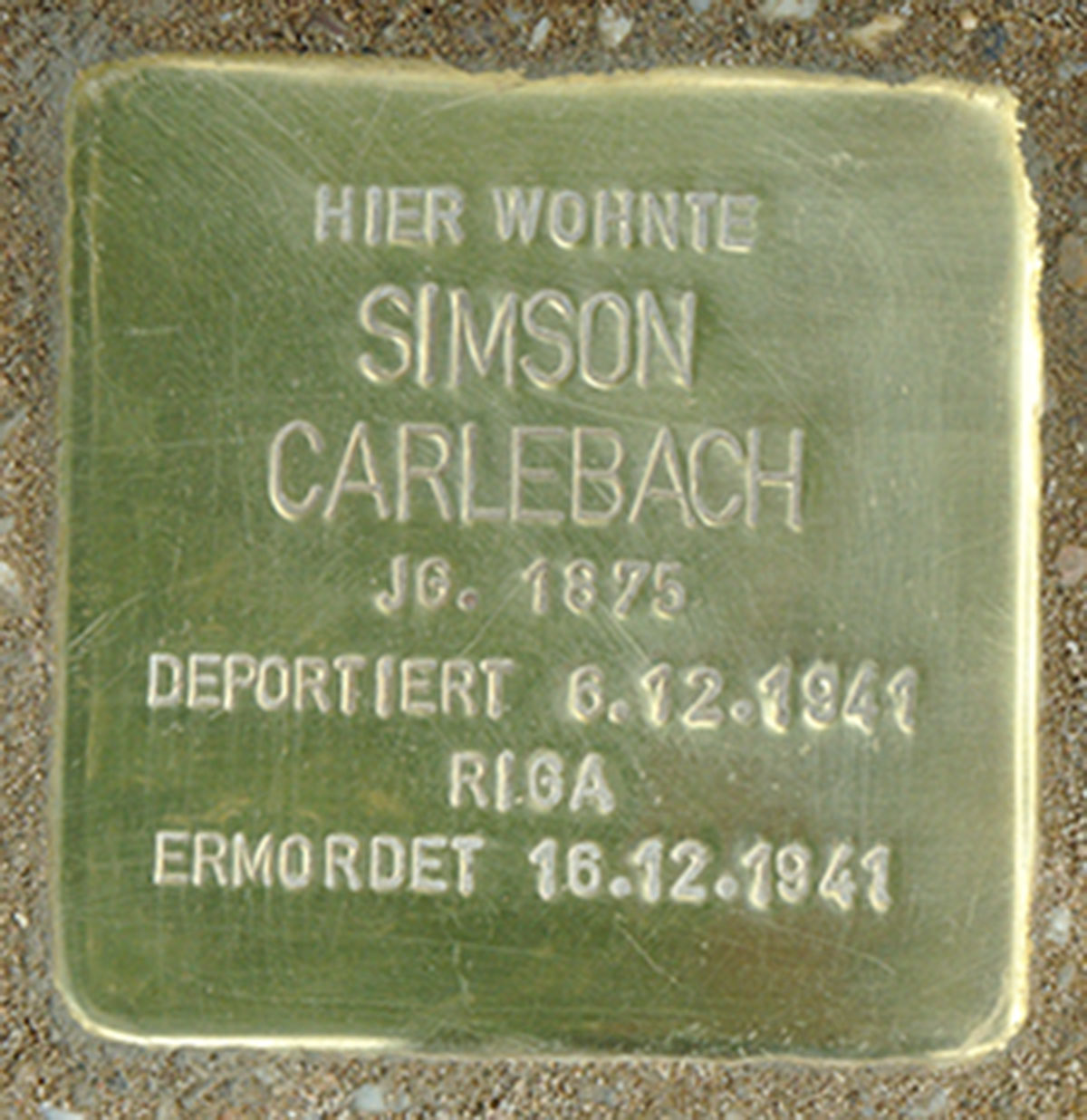
Simson Carlebach (1875-1941)
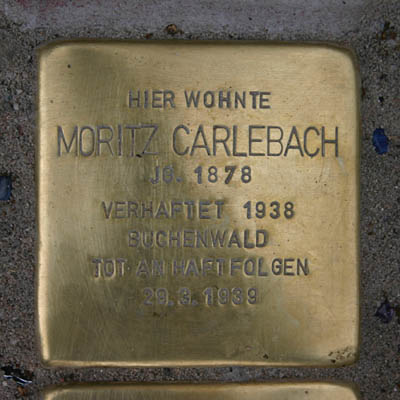
Moritz Carlebach (1878-1939)
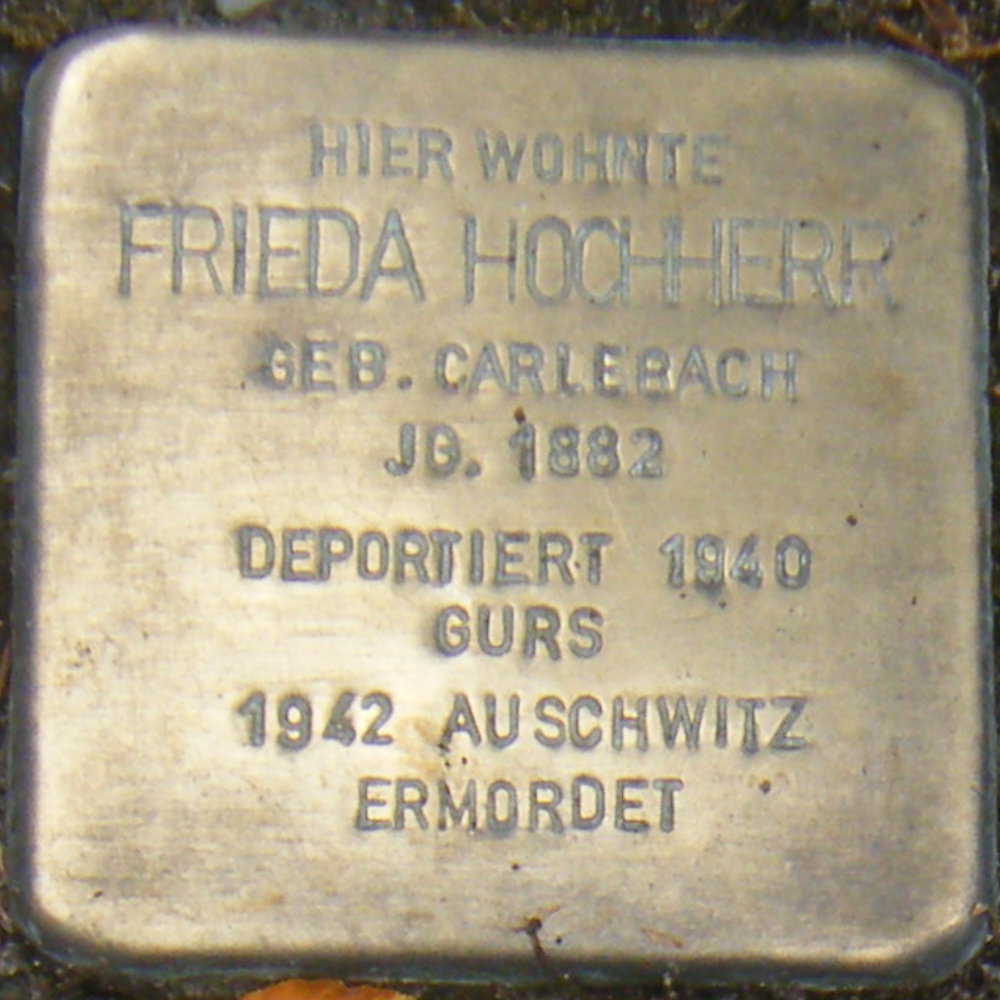
Frida Carlebach Hochherr (1882-1942)
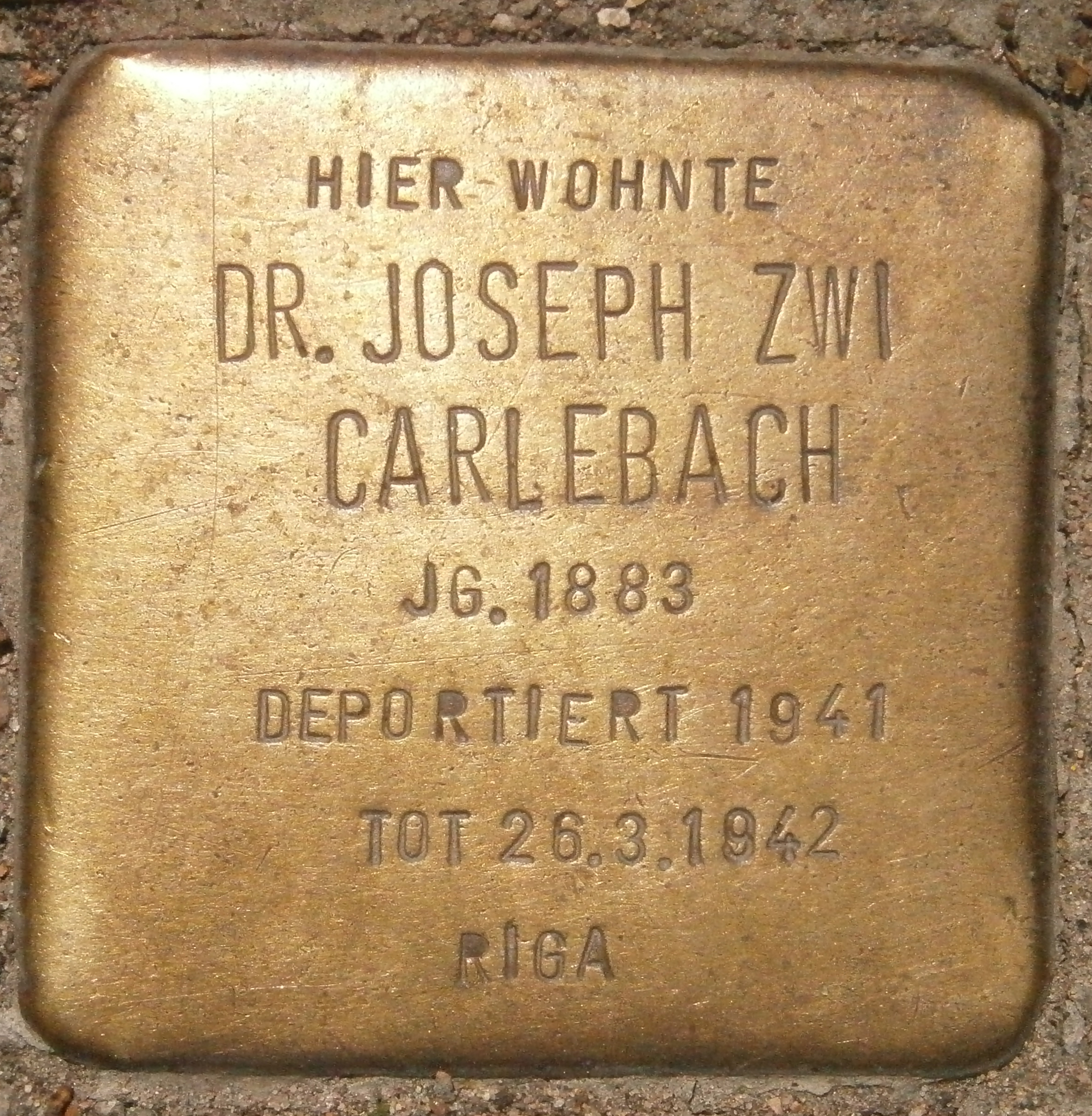
Joseph Carlebach (1883-1942)
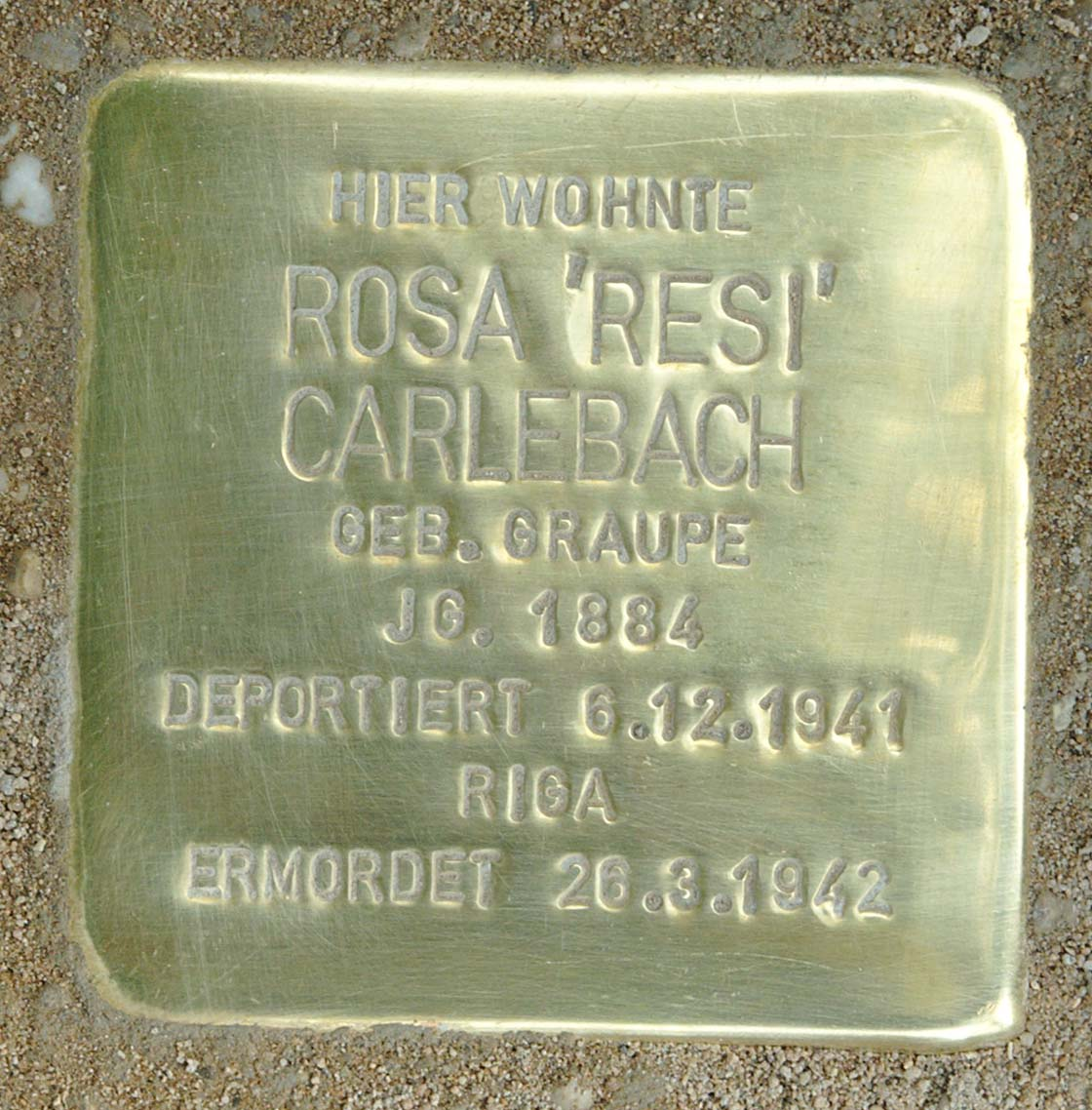
Rosa "Resi" Carlebach (1884-1942)
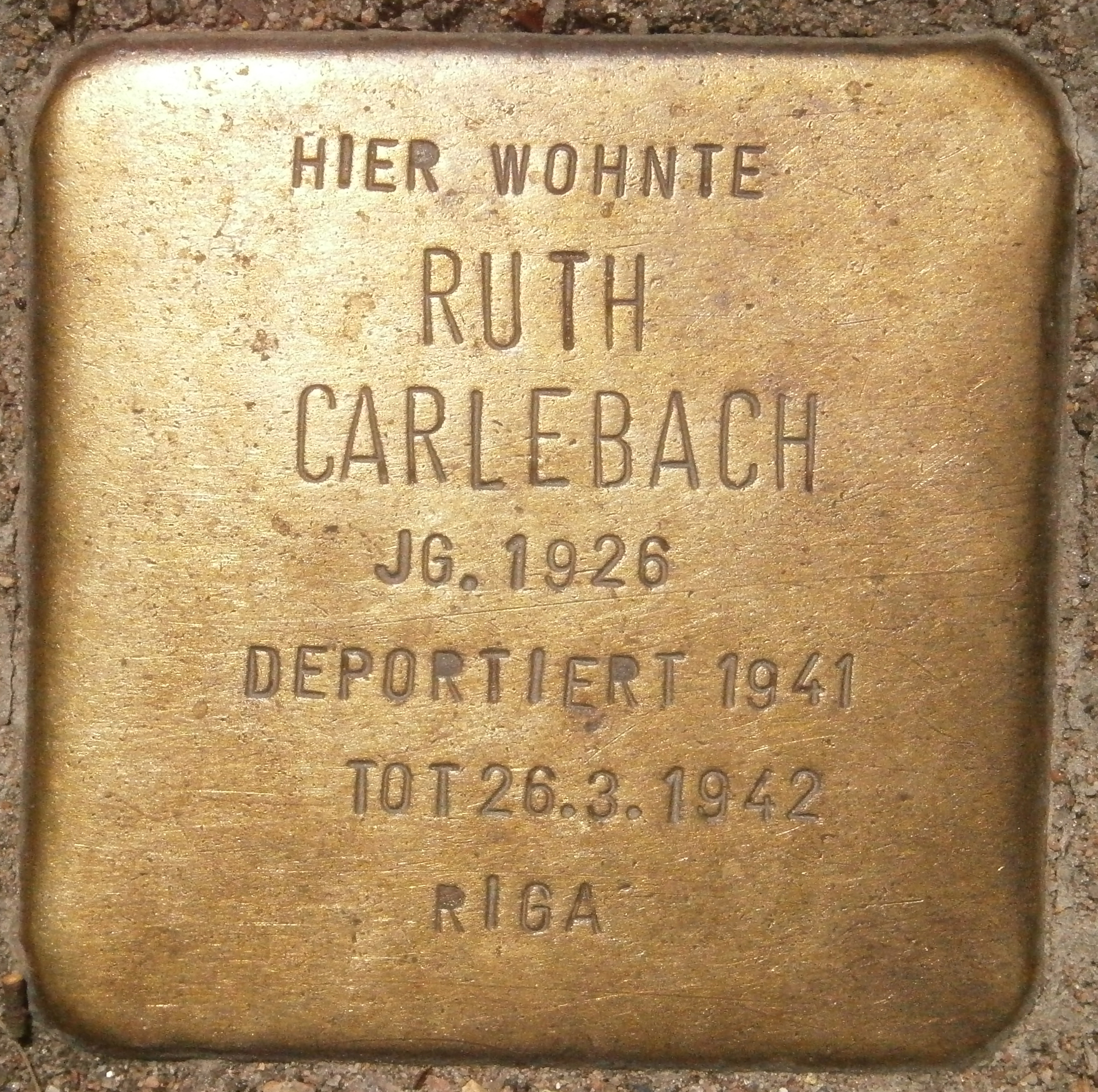
Ruth Carlebach (1926-1942)
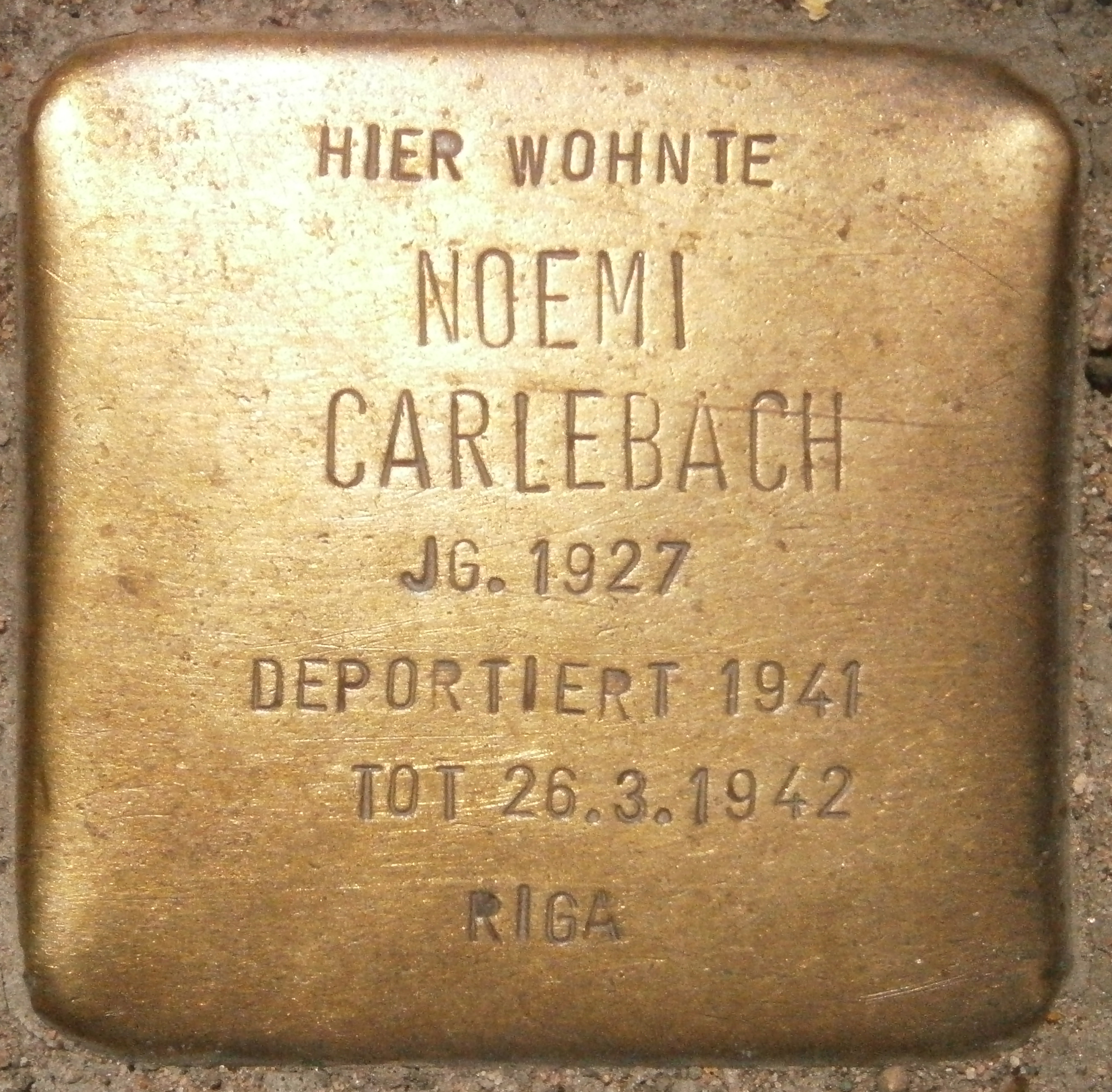
Noemi Carlebach (1927-1942)
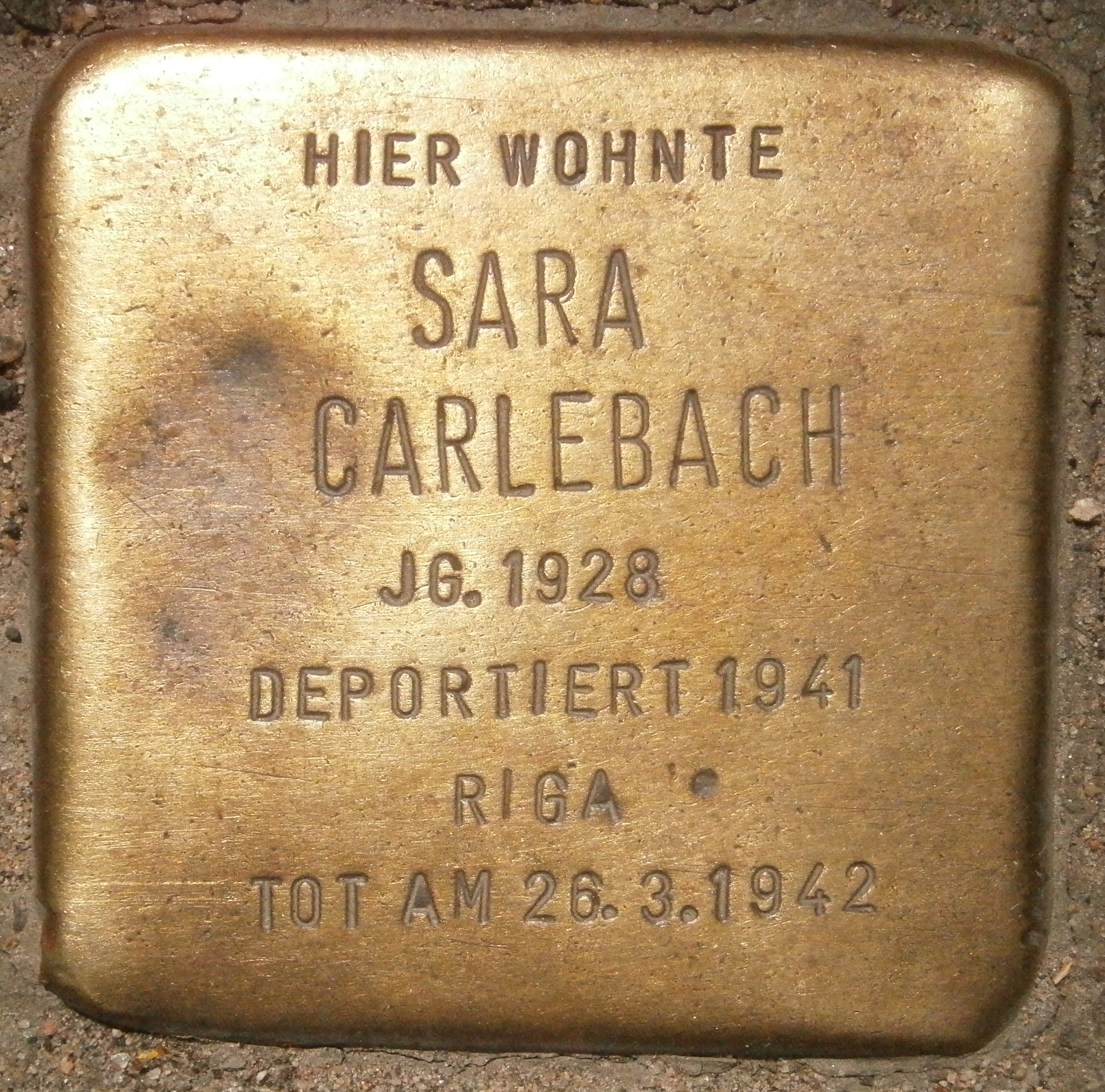
Sara Carlebach (1928-1942)

Shlomo Carlebach étudie à la Torah Yeshiva Vodaath à Brooklyn jusqu'en 1943 puis et jusqu'en 1949 au Bais Midrach Gavoah à Lakewood, date à laquelle il étudie à la yeshiva de Loubavitch. Il sert aussi comme hazzan à la synagogue. De 1951 à 1954, il travaille en voyageant comme émissaire pour amener les étudiants et les rabbins au mouvement Chabad du grand Rabbin de Loubavitch, Rabbi Menachem Mendel Schneerson,,. Shlomo étudie également à la 'Haïm Berlin Yeshiva à Brooklyn et en 1954, reçoit l'ordination rabbinique de son rosh yeshiva, le rabbin Yitzhak Hutner.
En août 1959, il effectue son premier voyage en Israël accompagné de ses parents.
Lorsqu'en 1967 son père décède, lui et son frère jumeau, Eli Haim, prendront la tête de la petite communauté de Kehilat Yaakov, la « Carlebach Shul », située dans l'Upper West Side de Manhattan.

### Carrière

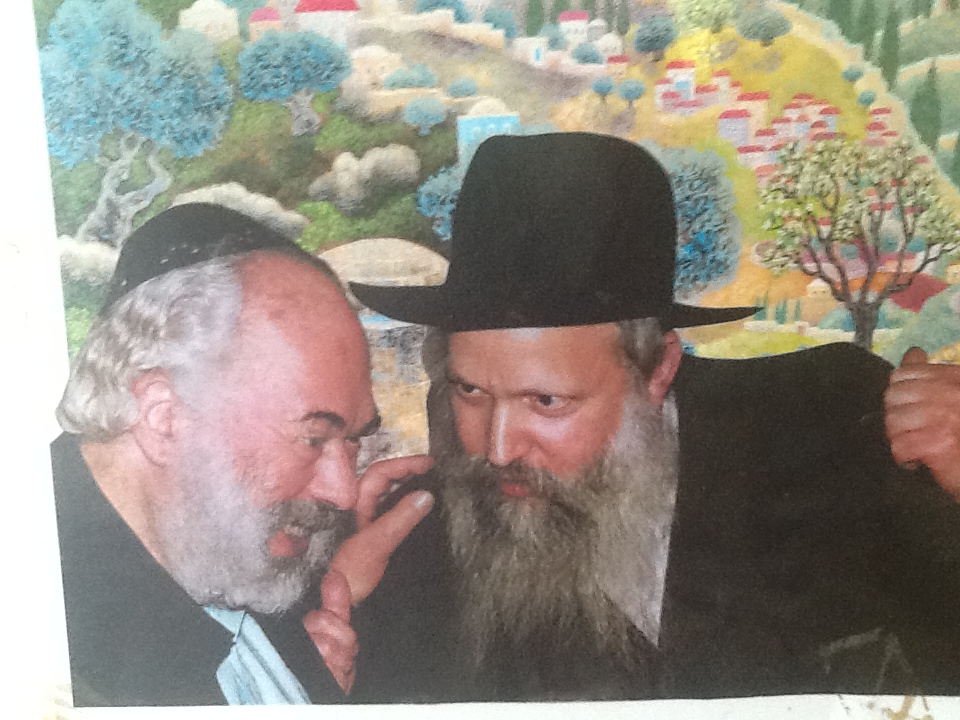
Rabbi Shlomo Carlebach (à gauche) avec rabbi Yitzchak Ginsburgh, également musicien

Shlomo Carlebach écrit des chansons inspirées des versets de la Bible hébraïque depuis la fin des années 1950. Son premier disque, Songs of My Soul, paraît en 1959, suivi en 1960 par celui intitulé Sing My Heart. Sa carrière musicale commence à décoller et son troisième album At the Village Gate est produit par la grande maison de disque américaine Vanguard Records en 1963, qui promeut pour la première fois un artiste juif religieux. Il y chante « Ouvrez-moi les portes de la Justice » (פתחו לי שערי צדק) qui veut ouvrir le cœur des gens et les portes du Ciel. Avec son quatrième album, In The Palace Of The King, puis le cinquième paru en 1965, Shlomo commence à toucher un public international. En 1965, il effectue six voyages dans le monde, en passant de Rotterdam à Buenos Aires, de Sydney à Rome.
Il sillonne aussi le pays, rassemblant des disciples enthousiastes autour de son enseignement hassidique d'un nouveau style. Il participe à plusieurs reprises au Berkeley Folk festival  où en juillet 1966, il réalise à quel point sa guitare et son chant peuvent toucher la jeunesse hippie. Il devient rapidement une figure centrale de la musique juive, et ce, dès la fin des années 1960. Il rencontre notamment Bob Dylan ou Pete Seeger qui l'encouragent dans sa voie. Au (he) festival annuel de la chanson hassidique (he) d'Israël de 1969, où il proposera une chanson presque à chaque festival, sa chanson Ve'haer Eneinu, chantée par Ha'shlosharim, monte sur le podium.
En avril 1968, Carlebach fonde la « Maison de l'Amour et la prière » dans le quartier Haight Ashbury à San Francisco, une synagogue de style commune qui répond à la jeune communauté hippie et à l'air du temps en quête de spiritualité. Ici, il se laisse pousser les cheveux et toujours armé de sa guitare, essaie d'atteindre ce qu'il appelait les « âmes perdues juives », de jeunes fugueurs et drogués juifs mais aussi de simples juifs sans repère religieux. Son enthousiasme et la danse pendant les spectacles musicaux ont donné naissance au surnom de « rabbin de la danse ». Sa popularité dans le milieu juif à l'époque hippie touche de nombreuses congrégations religieuses nord-américaines et israéliennes qui l'appellent « Reb Shlomo ».
À travers les années, il continue de voyager fréquemment aux quatre coins du monde pour donner des concerts, et se produire lors de festivals ou d'événements religieux ou musicaux. Il fait l'objet d'articles dans la presse et participe aussi à des émissions radiophoniques ou télévisées ; le succès de ses chansons devient international dans le monde juif laïc et religieux.
En 1972, il épouse une enseignante de Toronto, Elaine Neila Glick. Ils ont deux filles : Nedara (Dari) et Neshama devenue auteur-compositeur et interprète de chansons dont celles de son père.
En 1975, il ferme la « Maison de l'Amour et la prière » de San Francisco pour fonder le petit moshav de Mevo Modi'im (en) près de Lod en Israël où il emmène une partie de la congrégation, lieu devenu son port d'attache en Israël.

Dans les années 1980, il commence à enregistrer et distribuer des histoires hassidiques. Lors de ses voyages en Europe, il recueille dans les synagogues des livres religieux destinés à l'archivage. 

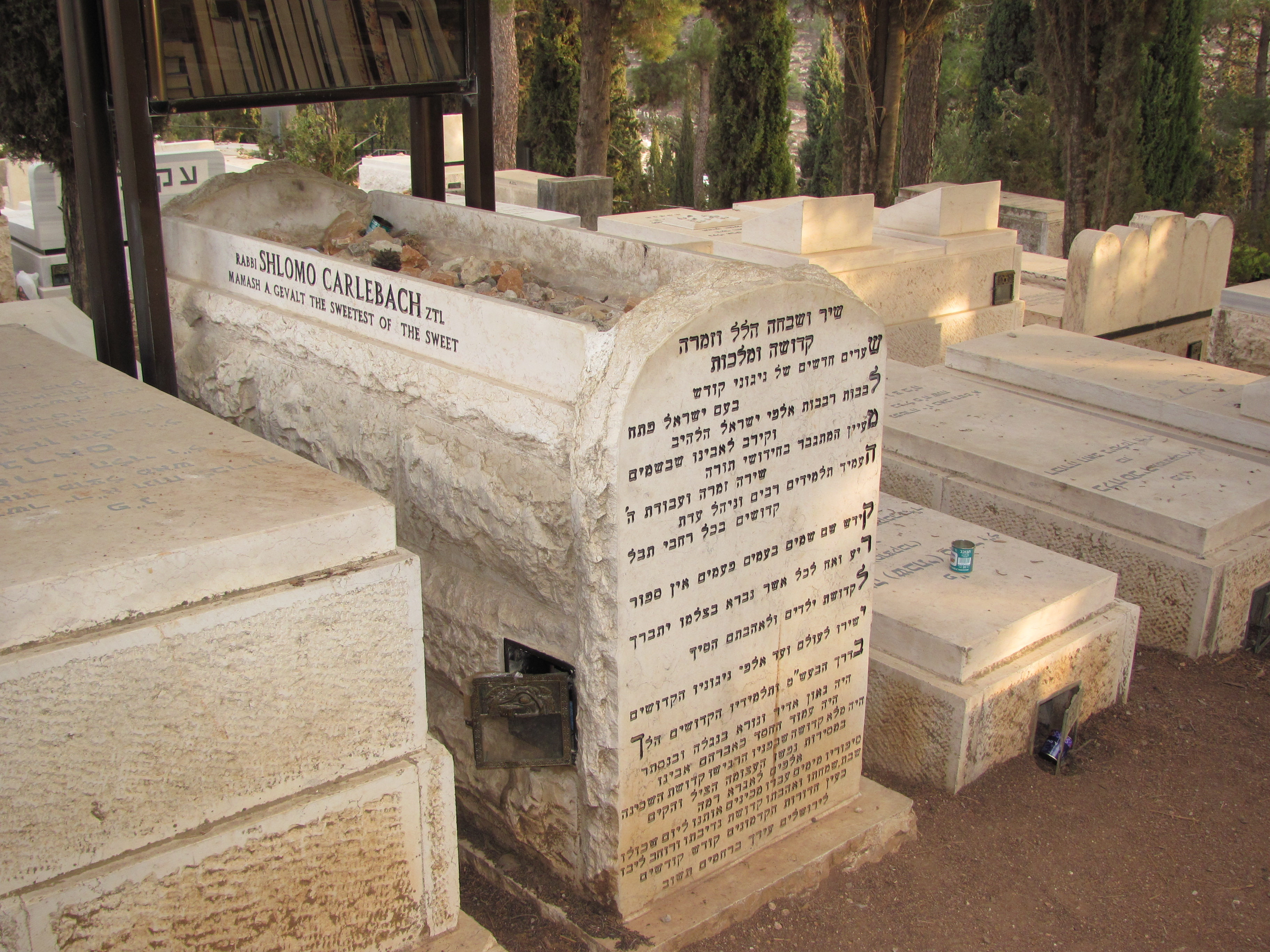
Tombe de Carlebach à Jérusalem

En 1989, après 25 ans d'implication en faveur de la communauté juive soviétique, les efforts de Carlebach aboutissent et sont suivis par une tournée musicale de trois semaines en Union soviétique où pour la première fois, un chanteur juif avec des histoires en hébreu peut se produire dans des salles de concert russes.
Le 20 octobre 1994, le rav Shlomo Carlebach meurt subitement d'une attaque cardiaque au Western Queens Community Hospital de New York alors qu'il était à l'aéroport LaGuardia après ses concerts donnés en Angleterre et s'apprêtait à voler vers le Canada, et juste après un acte public de repentance à Brooklyn. Ayant distribué tout son argent en œuvres de charité, il meurt sans le sou, et c'est une collecte qui permettra d'organiser ses funérailles. Il est enterré au cimetière de Har HaMenouhot, à Jérusalem.
Un office commémoratif est célébré chaque année, le 16 Hechvan, sur la tombe de Carlebach. D'autres événements commémoratifs ont lieu en Israël et dans le monde pour honorer sa mémoire.

## Dénonciation et controverse
Après la mort du « rabbin hippie », un certain nombre de femmes se plaignent de son inconduite à leur égard, et un article à ce sujet paraît en 1998 dans « Lilith », un magazine pour femmes juives. Shlomo Carlebach était connu pour ses effusions d'affection mais ces personnes témoignent d'avances et d'attouchements indécents quand elles étaient adolescentes ou jeunes femmes, ainsi que d'autres contacts sexuels non-consentis, qui auraient eu lieu à partir des années 1960. Le mouvement #MeToo de 2017 ravive ces paroles, et en encourage d'autres, à émerger.
Les témoignages de femmes victimes et de dirigeants communautaires ayant eu connaissance des faits allégués sont si nombreux que certaines communautés et personnalités juives américaines, canadiennes ou israéliennes repensent aujourd'hui leurs relations avec la musique et l'apport hassidiques de Carlebach,,. D'autres en revanche considèrent qu'il ne s'agit que d'allégations extrapolées voire infondées, tel son biographe.

## Œuvre musicale
Carlebach est considéré comme l'un des plus importants compositeurs liturgiques juifs du XXe siècle et son genre musical porte son nom. Son inspiration est hassidique. Sa poésie caractéristique est la combinaison de sa profonde et robuste voix de baryton alliée à la forme particulière de sa prononciation, résultat des accents ashkénaze et américain.
Il a créé une nouvelle approche musicale et narrative du judaïsme, mélange d'extase du hassidisme avec des histoires et des airs mélancoliques radicalement nouveaux conçus pour inspirer, éduquer et sermonner. Aujourd'hui, sa musique est si inséparable des offices de prières juives à travers tous les courants du judaïsme que beaucoup de gens ignorent souvent que les mélodies qu'ils chantent ou apprécient sont de Carlebach et non pas des airs traditionnels.
Sa chanson la plus célèbre est « Am Yisrael H'aï » (« Le peuple d'Israël est vivant ») de 1965 qui était l'hymne des Juifs derrière le rideau de fer avant la chute du communisme, devenu un thème pour la résilience et de la persévérance. Elle continue d'être chantée lors des rassemblements et célébrations juives d'aujourd'hui.
Il a composé des milliers de mélodies et a enregistré plus de 25 albums. Actuellement, son influence musicale reste vive auprès des communautés juives des divers continents où il a voyagé, donné des concerts et participé à de multiples manifestations festives ou musicales.

## A l'écran et sur scène
Un film documentaire sur Carlebach réalisé par Boaz Shahak, You Never Know, est montré au Festival de Jérusalem en 2008.
La même année, une comédie musicale est présentée à Broadway, intitulée "Soul Doctor (en)" et retraçant la vie de Shlomo Carlebach et ses relations avec la chanteuse et activiste des droits civiques Nina Simone. Elle est primée en 2013 à travers Eric Anderson, l'interprète de Shlomo Carlebach. Elle poursuit sa carrière à la Nouvelle-Orléans en 2010 et à New York en 2012.

## Philosophie et influences

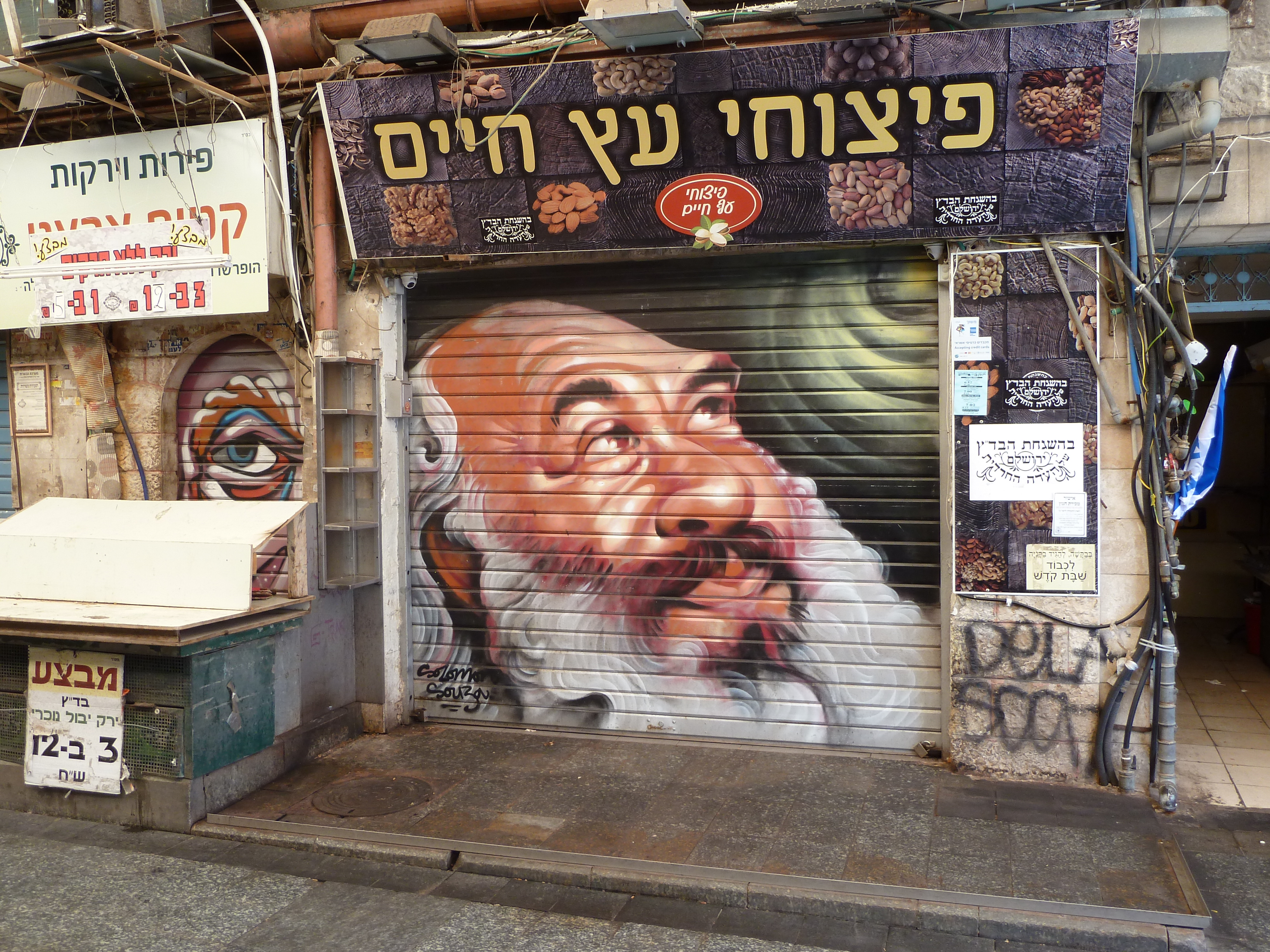
Sur une devanture au marché Mahane Yehuda de Jérusalem

Le charisme de Carlebach réussit dans les années 1960-70 à canaliser le mouvement hippie et révolutionnaire vers un retour à la Torah pour de nombreux juifs désenchantés ou perdus, un rapprochement de tous les juifs du monde et un retour à la religion. Issu d'un milieu orthodoxe, il devient proche du mouvement Chabad puis évolue vers des conceptions plus libérales et l'abandon de la ségrégation sexuelle. Ainsi, il encourage les femmes dans leur émancipation à travers l'étude, l'enseignement et l'ordination pour un leadership religieux féminin. Dans les milieux orthodoxes et conservateurs, Carlebach est controversé parce qu'il n'évite pas non plus le contact physique avec les femmes, mais ses chansons ont pénétré ce public.
Carlebach est persuadé que la guérison du monde viendra par l'amour inconditionnel et répète que son rêve serait d'embrasser chaque juif (voire chaque être humain) du monde, et s'y emploie chaleureusement à chaque manifestation publique. Tout l'argent de son travail musical va aux œuvres de charité (c'est une quête qui paiera ses funérailles). Il appelle à l'étude du droit, l'amour de son prochain et surtout à l'amour de tous les Juifs. C'est un leader de communautés, un homme inspiré, généreux et chaleureux, qui convainc chacun qu'il est saint et unique avec une propre connexion au divin.

### Minian Carlebach
Un minyan Carlebach ou minyan néo-hassidique est un service de prières juives qui suit le style de rabbi Shlomo Carlebach et utilise les mélodies qu'il composa pour de nombreuses prières. Ces minyanim se distinguent des autres par leur accent sur le chant de la liturgie. Ils sont généralement organisés pour les services du vendredi soir au début du Shabbat mais ils peuvent avoir lieu à d' autres occasions.

Ces miniyanim se trouvent partout dans le monde : "The Happy minyan" à Los Angeles, "Mission minyan" à San Francisco, "Le Carlebach Shul" à New York city ; au Mur des Lamentations le vendredi soir, Chevra Ahavas Yisroel, Jérusalem : "Kol Rina" dans Nachlaot, "Mayanot", "Va-ani Tefilah", "minyan Carlebach Kamash" (Kiryat Moshe), Mizmor LeDavid (Talpiot), le minyan étage à Yakar, Shtiebl Givat Hamivtar, Ramat Beit Shemesh (en), Bnei Brak, Givat Shmuel : Lchu Neranenah, Ma moshav ou Modiin, "Beirav" et "The House Of Love & Prayer" à Safed, Kinor David à Raanana, Kol Yehuda à Mitzpe Yericho, Tekoa - Le minyan Bulbes, La Casa Belgrano en Argentine, Communauté Yavne en Uruguay.

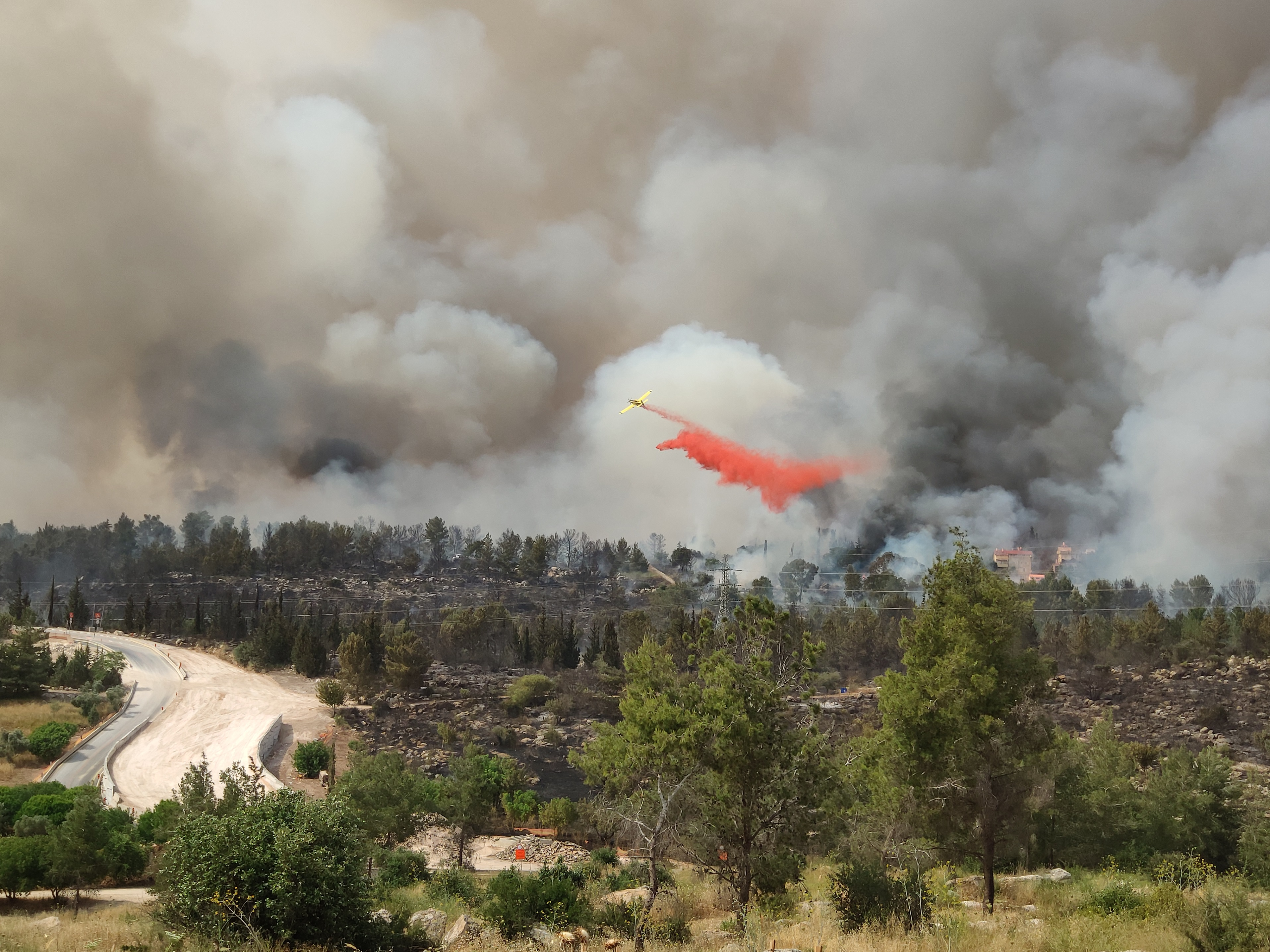
Feu au moshav Mevo Modi'im, mai 2019

## Moshav
Le Moshav, (en) Mevo Modiim (en) appelé également « moshav Carlebach », qu'il a fondé en 1975 à l'est de Tel Aviv en Israël, accueillant une communauté anglophone au sein d'une quarantaine de maisons, est détruit par un feu de forêt, le jeudi 23 avril 2019, alors que seule la synagogue ne subit pas de dommage, et seulement certains sefarim de Shlomo Carlebach ont échappé au feu.

### Autres publications
- (en) « Lamed Vav » - Une collection des histoires préférées de Rabbi Shlomo Carlebach, dit et illustré par Barbara Tzlotana Midlo
- (en) « Histoires de Shlomo » - Contes choisis par Sholomo Carlebach avec Susan Yael Mesinai, publication Jason Aronso
- (en) « Le banquet des saints mendiants » - Contes juifs et enseignements traditionnels de la fin du grand Reb Shlomo Carlebach et d'autres, par Kalman Serketz, publication Jason Aronso
- (en) « Kol Chevra » - revue annuelle, éditée par Emouna Witt
- (en) Rabbin Dr Natan Ophir (Offenbacher), « Le rabbin Shlomo Carlebach : la vie, la mission et l'héritage », Jérusalem, 2014, Urim Publications

## Discographie (non exhaustive)
- Haneshama Lach [Songs of My Soul] - 1959
- Barchi Nafshi [Sing My Heart] - 1960
- Shlomo Carlebach Live - 1961
- Wake Up World (Rare) - 1962
- At The Village Gate  - פתחו לי שערי צדק) - 1963)
- In The Palace Of The King - 1965
- I Heard the Wall Singing [2 vol.] - 1968
- Days Are Coming - 1973
- Uvnei Yerushalayim - 1970s
- Am Yisrael Chai - 1973
- V'Ha'eir Eineinu - 1970s
- Yisrael B'tach BaShem - 1973-4
- Hisoriri - 1970s
- Live in Tel-Aviv [Heichal HaTarbut] - 1976
- Nachamu Ami - 1983
- Shvochin Asader - 1988
- Carlebach in Jerusalem [Al Eileh] - 1980s
- Live in Concert for the Jews of Russia - 1980s
- Even Ma'asu HaBonim - 1990s
- Shlomo Sings with the Children Of Israel - 1990
- Shabbos with Shlomo - 1992